# Jim Hopper
Jim Hopper je fiktivní postava z amerického seriálu Stranger Things vytvořeného společností Netflix. Postavu Jima ztvárňuje americký herec David Harbour, byla vytvořena bratry Dufferovými. 

## Život
Jim Hopper v minulosti studoval na Hawkinsově střední škole. Jeho bývalou ženou je Diane, s níž měl dceru Saru, které byla diagnostikována rakovina, na niž následně v sedmi letech zemřela. Po smrti dcery se s Diane rozvedl. Pracuje jako náčelník policie Hawkins, je veteránem z války ve Vietnamu.

### První série
V první sérii se zaobírá zmizením Willa Byerse, které nahlásila jeho matka Joyce Byersová. Zprvu případu nevěnuje pozornost, ale poté, co je ve svém podniku nalezen mrtvý jeho přítel Benny a skupina pátrající po Willovi najde kus látky u Hawkinské národní laboratoře, má podezření, že za těmito událostmi stojí místní laboratoř. Následně se spojí s Willovými kamarády a Jedenáctkou neboli „El“, dívkou, kterou chlapci našli v lese a která díky svým telepatickým schopnostem vypátrá Willa. Aby byli ostatní zachráněni před monstrem Demogorgonem, Jedenáctka použije své schopnosti, načež beze stopy zmizí.

### Druhá série
Jedenáctce se podaří uniknout ze světa Vzhůru nohama, ale musí se skrývat v Hopperově chatě, aby ji nenašli agenti z laboratoře. Hopper jí zakáže, aby kohokoliv kontaktovala a dala komukoliv vědět, že je naživu, což způsobí, že El odejde. Mezitím se zaobírá případem, kdy lidem v celém městě hnijí dýně. Doprovází Willa a Joyce na vyšetřeních v Hawkinsově laboratoři, protože Will vykazuje známky související se světem Vzhůru nohama. Na dýňovém poli vykope díru, skrze niž se dostane do podzemního tunelu, který je pokryt hmotou z druhého světa. Při zkoumání tunelu narazí na podivný výrůstek, který mu neznámou látkou postříká obličej, a ztratí vědomí. Díky Willovu spojení s druhým světem jej v tunelu najde Joyce se svým partnerem Bobem. Když se spojí s ostatními, dům, ve kterém se nachází, je obklopen „demo-psy“. Jedenáctka se vrací a společně s ní se vydá do podzemí laboratoře, kde uzavře bránu do světa Vzhůru nohama. Na konci série získá rodný list se jménem „Jane Hopper“, čímž se z El stane jeho adoptivní dcera.

### Třetí série
Po pravidelných návštěvách Joyce v obchodě, kde pracuje, se odhodlá a pozve ji na večeři. Joyce na schůzku nedorazí, Hopper zjistí, že v tu dobu byla s panem Clarkem, učitelem biologie a geografie, u něhož zjišťovala, proč její magnetky ztratily magnetismus, což vedlo k tomu, že začal žárlit. Joyce prosí Hoppera, aby s ní navštívil laboratoř, aby zjistili, zda nějaké zařízení nefunguje. Tam je napaden ruským vojákem Grigorim. Později se ale dozví, že vývojáři Starcourt Mall, pro něž Grigori pracuje, odkoupili více nemovitostí v Hawkins. Hopper s Joyce navštíví několik pozemků a zjistí, že slouží jako záminka pro ruskou laboratoř. Než na ně na jednom z pozemků zaútočí Grigori, popadnou jako rukojmí Alexeje, jednoho z ruských vědců, kteří na pozemku pracují, a utečou. Alexeje přivedou k novináři Murraymu Baumanovi, aby jim pomohl překládat z ruštiny, a zjistí, že pod nákupním centrem se nachází velká ruská základna, kde se ruští vědci snaží znovu otevřít bránu do světa Vzhůru nohama. Alexej jim prozradí, jak otevření brány mohou zastavit. 
Poté, co se vrátí za dětmi do Hawkins se s Joyce a Murrayem nabídnou, že vstoupí do ruské základny a najdou klíče, o kterých jim Alexej řekl, že uzavřou bránu. Poté, co najdou klíče, dorazí Grigori a začne bojovat s Hopperem. Hopper získá převahu a hodí Grigoriho do stroje, čímž ho zabije, ale on sám už místnost nemůže opustit. Joyce tak se slzami v očích aktivuje vypnutí stroje. Brána se zavře a dojde k obrovské explozi, která zničí vše v místnosti, zdánlivě včetně Hoppera.   
O tři měsíce později se Joyce s rodinou a El chystají odstěhovat z Hawkins. Joyce předá Jedenáctce srdečný proslov, který Hopper napsal. V něm vysvětluje, že se bál, že uvidí El vyrůstat, ale připustil, že už je čas, a požádal ji, aby byla opatrná.

## Přijetí
Postava Jima Hoppera byla kritiky kladně přijata. V recenzi druhé série kritik Brian Tallerico pro RogerEbert.com chválil výkon představitele Davida Harboura a napsal: „David Harbour je tento rok lepší než minulý, hlavně v poslední epizodě.“ Ve třetí sérii fanoušci chválili nový styl postavy. O postavě byla autorem Adamem Christopherem napsána kniha Stranger Things: Temnota na okraji města. Postava byla v animovaném seriálu Simpsonovi v díle Speciální čarodějnický díl XXXI znázorněna jako Šerif Wiggum.

### Ocenění
Představitel Jima Hoppera David Harbour vyhrál cenu Critics' Choice Television Awards za nejlepšího herce ve vedlejší roli. S dalšími představiteli hlavních postav získal ocenění za „nejlepší obsazení dramatického seriálu“ na Screen Actors Guild Awards. Na 75. ročníku udílení Zlatých glóbů byl nominován na nejlepšího herce ve vedlejší roli v seriálu, minisérii nebo TV filmu.